# パータ・ボンブ
パータ・ボンブ（フランス語: pâte à bombe）は、菓子作りで用いられるクリームの一種。
卵黄に砂糖と水を加え、湯煎で加熱しながら攪拌して作る。卵黄を加熱しすぎるとスクランブルエッグになってしまう。攪拌にはハンドミキサーを用いてもよい。加熱は湯銭ではなく、電子レンジを用いる調理法もある（材料を電子レンジ加熱可能なボウルに入れ、短時間の加熱と攪拌を繰り返す）。
「ボンブ」はフランス語の「bomber」（膨らませる、膨らむの意）から来ており、膨らんで量が増えるまで泡立てることに由来する。